# Giuseppe Balducci
Giuseppe Balducci   (Jesi, 2 de maig de 1796 - Màlaga, 1845) nom de naixement Giuseppe Antonio Luigi Angelo Balducci, va ser un compositor italià, principalment d'òperes. Nascut a Jesi, va passar la major part de la seva carrera a Nàpols i va ser un dels creadors del gènere de l'«òpera de saló», precursor de l'òpera de cambra.

## Biografia
Balducci va néixer en una família antigament pròspera a la ciutat. Era cosí llunyà del compositor Giovanni Battista Pergolesi (els seus avi eren germans). El pare de Balducci, un home de negocis d'èxit, va ser segrestat i assassinat en un dels seus viatges poc abans de néixer Balducci. Un soci de negocis es va apoderar de manera fraudulenta de la major part de la riquesa del seu pare deixant la mare i els fills de Balducci en circumstàncies molt difícils. Balducci va estudiar música amb el cantant castrat Giovanni Ripa a Jesi i el compositor Pietro Morandi a la propera Senigallia.

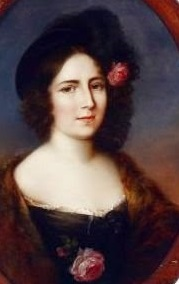
Matilde Capece Minutolo, la dona de Raimondo i mare de Paolina, Adelaide i Clotilde per a qui Balducci va escriure les seves òperes de cambra

Als 17 anys Balducci havia format el seu propi grup d'òpera en el qual també cantava com a tenor principal. No obstant això, un any després es va veure obligat a fugir de la seva ciutat natal després de matar el nebot del governador papal en un duel. A la seva arribada a Nàpols, va trobar feina com a mestre de música de les tres filles petites de Raimondo Capece Minutolo (1769–1827), un mariscal de camp retirat i membre d'una antiga família noble napolitana. Balducci continuaria sent membre de la família Capece Minutolo durant la resta de la seva vida.
Un cop instal·lat a Nàpols, Balducci va reprendre els seus propis estudis de música, aquesta vegada amb el compositor Niccolò Zingarelli al Collegio San Sebastiano. Va debutar com a compositor d'òpera amb Il sospetto funesto, una òpera semi-sèria que es va estrenar al Teatro del Fondo el març de 1820. El crític del Giornale del Regno delle Due Sicilie va excoriar l'amanit llibret basat en una obra que circulava, arreu d'Itàlia, però va reservar elogis per a la música de Balducci. Van seguir quatre òperes més, l'última de les quals Tazia es va representar al Teatre San Carlo el 1826 amb Caroline Ungher en el paper principal. Segons el biògraf de Balducci, Jeremy Commons, l'actuació va ser «sabotejada per una orquestra desconeguda per motius desconeguts», i Balducci es va retirar bàsicament de compondre per al teatre públic durant els següents dotze anys.
A la mort de Raimondo Capece Minutolo el 1827, la seva vídua Matilde (filla de l'antic virrei de Mèxic Bernardo de Gálvez y Madrid va nomenar a Balducci tutor de les seves filles Paolina, Adelaide i Clotilde. Va dedicar gran part del seu temps a ajudar-les en l'administració de les finances de la família i l'educació de les tres germanes. Entre 1827 i 1839 Balducci va compondre cinc òperes de saló (precursores de l'òpera de cambra moderna) que van ser interpretades per Paolina, Adelaide i Clotilde i els seus amics a casa de la família. Inusualment per a les òperes italianes de l'època, aquestes obres estaven compostes només per a veus de dones. Amb l'excepció de la seva penúltima òpera per a la família, Scherzo, l'acompanyament musical va ser gravat només per a dos pianos.
El 1838 Balducci va tornar al teatre públic per última vegada amb la seva òpera Bianca Turenga que es va representar al Teatre San Carlo. Les àries de l'obra van ser publicades posteriorment a Milà per Ricordi. L'any següent, Matilde Capece Minutolo va morir sobtadament a Espanya mentre atenia les seves propietats allà. Després de la seva mort, les responsabilitats de Balducci a la llar van augmentar dràsticament, i pràcticament va deixar de compondre. Va morir a Màlaga, Espanya l'any 1845 mentre duia a terme negocis per a la família Capece Minutolo.
El 1882, Clotilde Capece Minutolo, l'última germana supervivent, va donar l'extensa col·lecció de música de la seva família al conservatori de San Pietro a Majella de Nàpols. Inclou les partitures autògrafes de moltes de les obres de Balducci, així com el diari de Clotilde, que és la font de gran part de la informació sobre els primers anys de vida de Balducci i les circumstàncies de la seva fugida de Jesi. Tot i que les obres de Balducci es van oblidar en gran part després de la seva mort, totes les seves òperes de cambra han reviscut des de principis dels anys noranta. Opera Waikato de Nova Zelanda ha posat en escena I gelosi (1993), Il noce di Benevento (1995) i Scherzo (1996). Scherzo es va tornar a representar el 2014 durant el Festival dell'Opera da Camera de Jesi, la seva primera actuació pública a Itàlia. El festival Rossini de Wildbad ha presentat I gelosi (2006), Boabdil, re di Granata (2007), Il noce di Benevento (2011) i Il conte di Marsico (2016).

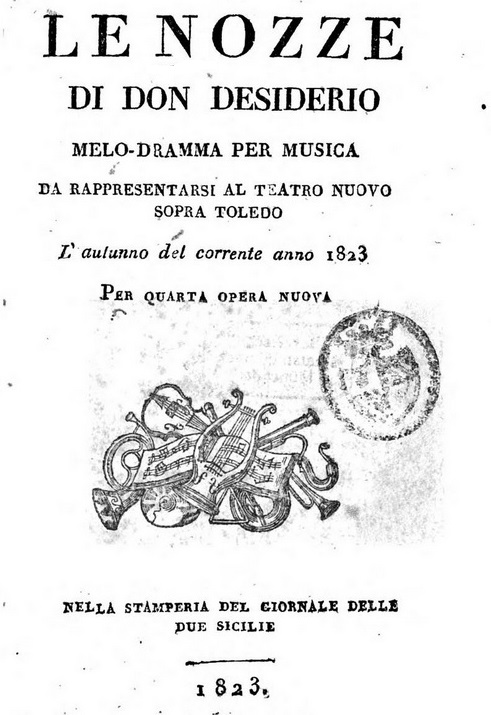
Llibret per a l'òpera de Balducci de 1823 Le nozze di Don Desiderio

Partitura autògrafa de Balducci per a Boabdil, re di Granata (pàgina 1)

## Obres
Encara que va ser conegut principalment per les seves òperes en vida, Balducci va compondre diverses peces de música vocal religiosa, incloent dues misses i una Salve regina. També va compondre diverses cançons i duets; un oratori, Adamo; una cantata a dues veus, Andròmaca; i música addicional per a l'òpera The Pirates de Stephen Storace quan va ser revisada sota el títol Isidore de Merida el 1827.
Òperes compostes per a representació pública
- Il sospetto funesto, òpera semi-seriosa en dos actes (els llibretistes Pietro Celestino Giannone i Andrea Leone Tottola), estrenada al Teatro del Fondo, Nàpols, març de 1820[13]
- L'amante virtuoso, drama lúdic en dos actes (libret de Giovanni Schmidt), estrenada al Teatro del Fondo, Nàpols, l'1 d'abril de 1823.
- Le nozze di Don Desiderio, melodrama per a música en dos actes (libretista desconegut, només figura en el llibret imprès com "Signor N. N."), estrenat al Teatro Nuovo de Nàpols, el 8 de novembre de 1823.
- Riccardo l'intrepido,, melodrama per a música en dos actes (libret de Jacopo Ferretti), estrenat Teatre Valle, Roma, 9 de setembre de 1824
- Tazia, drama en un acte (libret de Luigi Ricciuti), estrenada al Teatre San Carlo, Nàpols, 15 de gener de 1826
- Bianca Turenga, melodrama en tres actes (libret de Giovanni Emanuele Bidera), estrenada al Teatre San Carlo, Nàpols, 11 d'agost de 1838

Òperes de cambra compostes per a la casa Capece Minutolo
Totes aquestes òperes de cambra estaven escrites per a veus femenines i dos pianos tocats a quatre o sis mans. No obstant això, Scherzo, interpretat per celebrar el dia del nom de Matilde Capece Minutolo, també té un final que empra una petita orquestra i un cor masculí. La partitura d'Il conte di Marsico, l'última i més ambiciosa d'aquestes obres, va ser publicada per Ricordi el 1840.
- Boabdil, re di Granata, òpera seria en dos actes (libretista desconegut), representada per primera vegada a Nàpols, març de 1827[13]
- I gelosi, commedia per musica en dos actes (libret de Giulio Tarantino), representada per primera vegada a Nàpols, abril de 1834
- Il noce di Benevento, òpera buffa en dos actes (libretista desconegut), representada per primera vegada a Nàpols, hivern de 1836
- Scherzo, òpera còmica en un acte (libret de Giuseppe Campagna), representada per primera vegada a Nàpols, 14 de març de 1837
- Il conte di Marsico, melodrama en un pròleg i dos actes (libret d'Anacleto Balducci i Vincenzo Salvagnoli), representat per primera vegada a Nàpols, el 26 de febrer de 1839.

## Enregistraments
Presentació de Giuseppe Balducci, una mostra de l'obra de Balducci, que inclou fragments de les seves òperes de cambra Scherzo, I gelosi i Il Conte di Marsico, va ser editada en LP el 1986 per la Societat de l'Òpera de Nova Zelanda i reeditat en CD l'any 2000. Un extracte de l'òpera Tazia de Balducci apareix al CD Cent anys d'òpera italiana 1820–1830, publicat per Opera Rara el 1994.